# Liste der Kapitäne zur See der Reserve der Kriegsmarine
In der Kriegsmarine erreichten nur dreizehn Reserveoffiziere den Dienstgrad eines Kapitäns zur See der Reserve. In einen Admiralsdienstgrad wurde kein Reserveoffizier der Kriegsmarine befördert.
Von den 13 Reserveoffizieren in diesem Dienstgrad war lediglich Hellmuth von Ruckteschell Kommandant eines Kriegsschiffs gewesen. Bei den übrigen 12 Reserveoffizieren waren die Hälfte in ihrer Karriere Kommandant eines Bootsverbandes, meist von Sicherungsbooten, gewesen. Zwei weitere Kapitäne zur See der Reserve waren Artilleristen (einer bei der Küsten- und einer bei der Flakartillerie). Zusätzlich gab es mit Georg Wildemann und Gustav Freiherr von Liebenstein auch zwei Admiralstabsoffiziere, welche den Dienstgrad erreichten.
Reinhard Stumpf gibt an, dass von den sechs Reserveoffizieren, die nicht Kommandant eines Bootsverbandes waren, wohl keiner auch bei der Überführung in ein aktives Dienstverhältnis aufgrund ihres Werdegangs eine Chance auf die Beförderung in einen Admiralsdienstgrad gehabt hätte. Bei den restlichen Reserveoffizieren sah er eine gewisse Möglichkeit. Mit Paul Koslik gab es nur einen Marineangehörigen der Kriegsmarine, der Kapitän zur See der Reserve zur Verfügung wurde. Ebenfalls wurde mit Gerhard Harms nur ein Verwaltungsoffizier (V) zum Kapitän zur See der Reserve befördert.
Von den genannten Personen erhielten zwei besondere Orden. Hellmuth von Ruckteschell wurde am 23. Dezember 1942 mit dem Ritterkreuz des Eisernen Kreuzes mit Eichenlaub und Gustav Freiherr von Liebenstein am 3. September 1943 mit dem Ritterkreuz des Eisernen Kreuzes ausgezeichnet. Eine Vielzahl der Kapitäne zur See der Reserve der Kriegsmarine erhielten in ihrer Laufbahn zwar nicht das Ritterkreuz des Eisernen Kreuzes aber das Deutschen Kreuz in Gold. 
(Auszeichnungen: Deutsches Kreuz in Gold (DKiG), Ritterkreuz des Eisernen Kreuzes (RK), Ritterkreuz des Eisernen Kreuzes mit Eichenlaub (RKmE), Ritterkreuz des Königlichen Hausordens von Hohenzollern (HH)) 

## Kapitäne zur See der Reserve
| Nr. | Name                            | Geburtsjahr | Beförderungsdatum | Stellung bei Beförderung | Stellung bei Kriegsende | Auszeichnungen |
| --- | ------------------------------- | ----------- | ----------------- | --- | --- | -------------- |
| 1.  | Hellmuth von Ruckteschell       | 1890        | 3. September 1942 | Kommandant des Hilfskreuzers Michel                                                                                            | Gehilfe des amtierenden Militärattachés in Japan                                                                               | HH, RKmE       |
| 2.  | Anselm Lautenschlager           | 1888        | 1. Oktober 1942   | Kommandeur der 4. Sicherungs-Division                                                                                          | Inspekteur Minenräumdienst Donau                                                                                               | DKiG           |
| 3.  | Otto Fontane                    | 1887        | 1. November 1943  | Kommandant von Sperrbrecher 22                                                                                                 | Chef der 3. Sperrbrecherflottille                                                                                              | -              |
| 4.  | Axel Loewe                      | 1883        | 1. Dezember 1943  | Kommandeur der Marine-Flak-Abteilung 233, zugleich von Oktober 1943 bis November 1944 einziger Abschnittskommandant Swinemünde | Kommandeur der Marine-Flak-Abteilung 233, zugleich von Oktober 1943 bis November 1944 einziger Abschnittskommandant Swinemünde | -              |
| 5.  | Max Klein                       | 1892        | 1. März 1944      | Chef des Stabes beim B.S.N. | Kommandeur der 8. Sicherungs-Division                                                                                          | DKiG           |
| 6.  | Georg Wildemann                 | 1888        | 1. März 1944      | Erster Admiralstabsoffizier im Stab des Admirals der norwegischen Westküste                                                    | Chef des Stabes des Admirals der norwegischen Westküste                                                                        | -              |
| 7.  | Paul Koslik                     | 1886        | 1. März 1944      | Chef des Küstensicherungsverbands Norwegische Polarküste                                                                       | im September 1944 verabschiedet                                                                                                | DKiG           |
| 8.  | Gustav Freiherr von Liebenstein | 1891        | 1. Juli 1944      | Chef des Stabes des Kommandierenden Admirals in den Niederlanden                                                               | Chef des Stabes des Kommandierenden Admirals in den Niederlanden                                                               | DKiG, RK       |
| 9.  | Otto Lensch                     | 1891        | 1. September 1944 | Chef der 2. Vorpostenflottille                                                                                                 | Chef der Sicherungs-Lehr-Division                                                                                              | DKiG           |
| 10. | Günther von Selchow             | 1891        | 1. Dezember 1944  | Kommandeur der Unterseebootsabwehrschule                                                                                       | Kommandeur der Unterseebootsabwehrschule                                                                                       | -              |
| 11. | Gerhard Harms                   | 1882        | 1. März 1945      | Referent Heimatverwaltung Norwegen                                                                                             | am 31. März 1945 verabschiedet                                                                                                 | -              |
| 12. | Karl Diederichs                 | 1892        | 1. April 1945     | Chef des 5. Küstensicherungsverbands                                                                                           | Chef des 5. Küstensicherungsverbands                                                                                           | DKiG           |
| 13. | unbekannt                       |             |                   | | |                |